# Cruiser

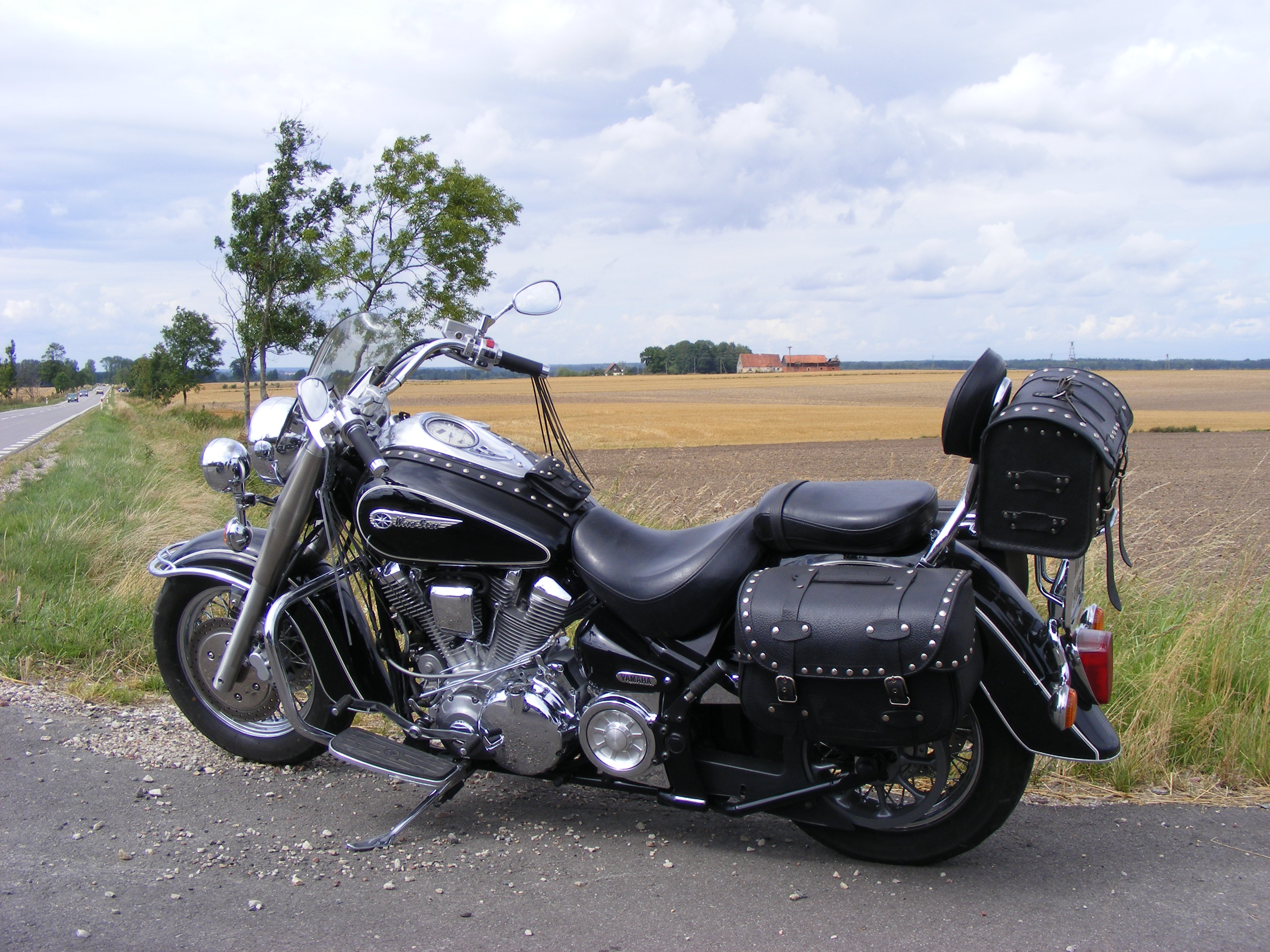
Yamaha XV1600

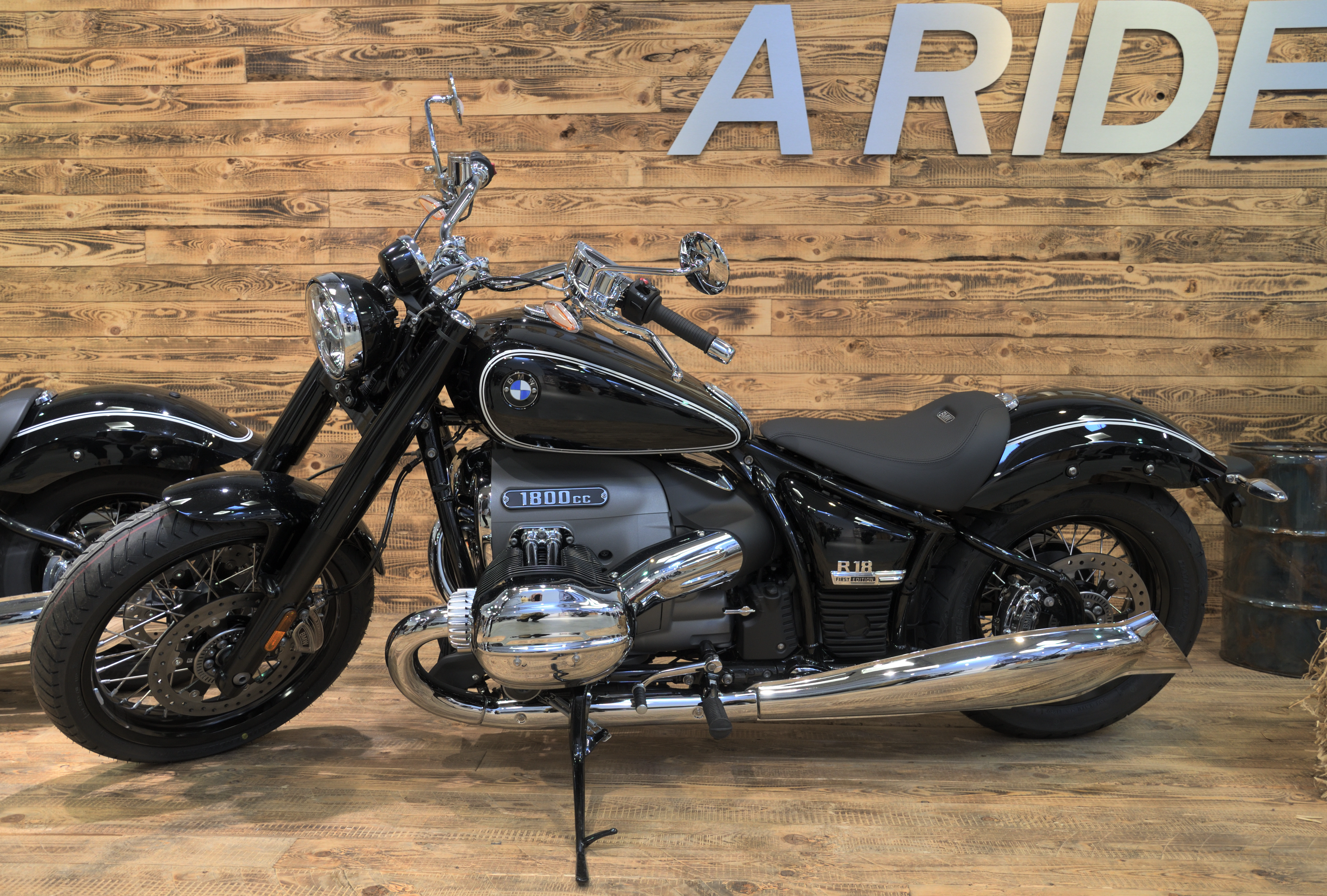
BMW R 18

Cruiser – typ motocykla, stworzony do turystyki, charakteryzujący się niskim położeniem siedzenia kierowcy, kierownicą wydłużoną ku tyłowi motocykla (co powoduje wyprostowaną pozycję kierującego), brakiem rozbudowanej karoserii (silnik jest dobrze widoczny). Motocykle tego typu najczęściej wyposażone są w silnik w układzie widlastym, mają też wiele elementów chromowanych. Wśród właścicieli motocykli tego typu popularne jest montowanie do nich dodatkowych akcesoriów np. lightbar, sissybar, sakw, szyb, gmoli itp.